# Vertex Pharmaceuticals
Vertex Pharmaceuticals ist ein US-amerikanisches biopharmazeutisches Unternehmen mit Sitz in Boston (Massachusetts). Das Unternehmen entwickelt Medikamente zur Behandlung von Mukoviszidose, Krebs, Darmkrankheiten, Autoimmunerkrankungen und neurologischen Erkrankungen. Vertex ist auch im Bereich der Gentherapie tätig.

## Geschichte
Vertex wurde 1989 von Joshua Boger und Kevin J. Kinsella gegründet. Bis 2004 hatte das Unternehmen Produkte für Virusinfektionen, entzündliche und Autoimmunerkrankungen sowie Krebs entwickelt. Im Jahr 2009 hatte das Unternehmen rund 1.800 Mitarbeiter, darunter 1.200 in der Metropolregion Boston. 2019 waren bei dem Unternehmen rund 2.500 Mitarbeiter beschäftigt.
Im Januar 2014 schloss Vertex seinen Umzug von Cambridge nach Boston ab und bezog einen neuen 800-Millionen-Dollar-Komplex. Für das an der Küste von South Boston gelegene Unternehmen war es das erste Mal in der Unternehmensgeschichte, dass alle rund 1.200 Vertex-Mitarbeiter im Großraum Boston zusammenarbeiteten.
Im September 2019 kündigte das Unternehmen an, Semma Therapeutics für 950 Mio. US-Dollar zu erwerben.

## Sonstiges
Die Gründung und der frühe Einfluss des Unternehmens wurde in dem Buch The Billion-Dollar Molecule aus dem Jahre 1994 des Journalisten Barry Werth beschrieben.